# 이치카와 미오리
이치카와 미오리(일본어: 市川 美織, 1994년 2월 12일 ~ )는 일본의 아이돌이며, 여성 아이돌 그룹 전 NMB48 팀N의 멤버이다. 사이타마현 출신이고 프로덕션 오기 소속이다.

## 내력
유년기부터 아역으로서 스타더스트 프로모션(예능 8부)에서 활동해, 전속 계약 불갱신으로 2005년 3월 박스 코퍼레이션으로 이적. 〈Power Age〉의 초기 멤버로서 2006년 4월 무렵까지 활동한다.
2010년
- 3월, 《AKB48 제7회 연구생 (10기생) 오디션》에 합격해, 연구생 후보가 되고, AKS 소속이 된다.
- 6월 12일, 셀렉션 심사에 합격해, 연구생이 된다.
- 6월 19일, 팀B 5th Stage 〈시어터의 여신〉 공연에서 마스다 유카의 대역으로서 AKB48 극장 공연 데뷔.
- 9월 7일, 〈카스퍼스키 인터넷 시큐리티 2011〉의 프로모션으로써 연구생 10명(9기생 6명·10기생 4명)이 기용되어 이치카와도 그 중의 한 명으로서 마에다 아츠코가 소장을 맡는 〈AKB48 카스퍼스키 연구소〉의 연구원이 된다.

2011년
- 3월 10일, 잡지 《영 점프》(슈에이샤)와 AKB48의 콜라보 유닛 〈마지스카 학원 2》의 레귤러에 발탁되었다.
- 5월 29일, 요코하마 스타디움에서 개최된 〈Everyday, 카츄샤〉 전국 악수회 관동 에리어 이벤트에서 정규 멤버로의 승격이 발표되었다[1].
- 6월 6일, 도쿄 돔 시티 홀에서 개최된 《〈놓친 너희들에게〉~AKB48 그룹 전공연~》·해바라기조 1st Stage 〈나의 태양〉공연에서 팀4의 결성이 발표되어 이치카와도 초기 멤버로서 가입[2].
- 5월부터 6월에 걸쳐 실시된 《AKB48 22nd 싱글 선발 총선거 〈금년도 진심입니다〉》에서는 39위로, 언더 걸즈로 선출되었다[3].

2012년
- 3월 25일, 콘서트 《업무 연락. 부탁해, 카타야마 부장! in 사이타마 수퍼 아레나》의 3일째 공연에서 프로덕션 오기로의 이적 타진이 있었던 것이 발표되었다[4][5].
- 5월 23일 발매한 26th 싱글 〈한여름의 Sounds good !〉에 처음으로 선발 멤버가 되었다.
- 5월부터 6월에 걸쳐 실시된 《AKB48 27th 싱글 선발 총선거》에서는 58위로, 퓨처 걸즈로 선출되었다[6].
- 7월에 AKS로부터 프로덕션 오기로 정식 이적.
- 8월 24일에 개최된 《AKB48 in TOKYO DOME ~1830m의 꿈~》 첫날 공연에서, 팀4의 해체에 따라 팀B로 이동하는 것이 발표되었다[7][8].
- 11월 1일, 팀B로 이동.
- 11월 3일, 팀B 웨이팅 공연의 선발 멤버로서 신팀에서의 활동을 개시한다[9].

2013년
- 4월 28일, 일본무도관에서 개최된 《AKB48 그룹 임시총회 ~흑백 가려야 하지 않겠는가!~》의 최종일 밤 공연에서, NMB48 팀N을 겸임하는 것이 발표되었다[10].
- 5월부터 6월에 걸쳐 실시된 《AKB48 32nd 싱글 선발 총선거》에서는 57위로, 퓨쳐 걸즈에 선출되었다[11].
- 9월 2일, 이날 NMB48 극장에서 개최된 《팀N 1st Stage 〈누군가를 위해서〉 리바이벌 공연》으로, 처음으로 동 극장에서의 공연에 출연한다[12].

2014년
- 2월 24일, Zepp DiverCity에서 개최된 《AKB48 그룹 대조각 축제》에서, NMB48 팀BII로 이적하는 것이 발표되었다[13].
- 3월 18일, JA 히로시마 과실연으로부터 《히로시마 레몬 대사》에 임명된다[14].
- 5월부터 6월에 걸쳐 실시된 《AKB48 37th 싱글 선발 총선거》에서는 53위로, 퓨처 걸즈에 선출되었다[15].

2015년
- 5월부터 6월에 걸쳐 실시된 《AKB48 41st 싱글 선발 총선거》에서는 79위로, 업커밍 걸즈에 선출되었다[16].

2018년
- 5월 1일, NMB48 극장에서 개최된 《팀N 〈목격자〉 공연》을 기해, NMB48를 졸업.

## 인물
- 동물을 좋아하고, 파충류나 양서류도 아무렇지 않다[17].
- 취미는, 컵 케이크 만들기와 손금[18], 레몬 상품 모으기.

### AKB48 관련
- 캐치프레이즈는, 〈프레시 레몬이 되고 싶은 거야〉.

## AKB48·NMB48에서의 참가곡

### 싱글 CD 선발곡
NMB48 명의
- 僕らのユリイカ / 우리의 유레카
  - 野蛮なソフトクリーム / 야만적인 소프트크림 - 홍조 명의
- カモネギックス / 카모네긱스
- 高嶺の林檎 / 높은 산봉우리의 사과
- らしくない / 답지 않아
  - スターになんてなりたくない / 스타 따윈 되고 싶지 않아 - 팀BII 명의
- Don't look back!
  - ロマンティックスノー / 로맨틱 스노 - 팀BII 명의
- ドリアン少年 / 두리안 소년
  - 心の文字を書け! / 마음의 글자를 써! - 팀BII 명의
- 〈Must be now〉에 수록
  - 片想いよりも思い出を… / 짝사랑보다도 추억을…
  - 空腹で恋愛をするな / 공복에 연애를 하지마 - 팀BII 명의
- 甘噛み姫 / 달콤하게 씹는 공주
  - フェリー / 페리 - 팀BII 명의
- 〈僕はいない / 나는 없어〉에 수록
  - 妄想マシーン3号機 / 망상 머신 3호기 - 팀BII 명의

AKB48 명의
- 〈チャンスの順番 찬스의 차례〉에 수록
  - フルーツ･スノウ / 프루츠 스노우 - 연구생 명의
- 〈桜の木になろう 벚나무가 되리〉에 수록
  - 黄金センター / 황금 센터 - 연구생 명의
- 〈Everyday、カチューシャ Everyday, 카츄샤〉에 수록
  - アンチ / 안티 - 연구생 명의
  - ヤンキーソウル / 양키 소울
- 〈フライングゲット 플라잉 겟〉에 수록
  - 抱きしめちゃいけない / 껴안아서는 안 돼 - 언더 걸즈 명의
  - 青春と気づかないまま / 청춘이란 걸 깨닫지 못한 채
- 〈風は吹いている 바람은 불고 있어〉에 수록
  - 君の背中 / 너의 등 - 언더 걸즈 명의
  - 蕾たち / 꽃봉오리들 - 팀4+연구생 명의
- 〈上からマリコ 위에서부터 마리코〉에 수록
  - 走れ!ペンギン / 달려라! 펭귄 - 팀4 명의
- 〈GIVE ME FIVE!〉에 수록
  - NEW SHIP - 스페셜 걸즈A 명의
- 真夏のSounds good ! / 한여름의 Sounds good !
- 〈ギンガムチェック 깅엄 체크〉에 수록
  - Show fight ! - 퓨쳐 걸즈 명의
- 〈UZA〉에 수록
  - 正義の味方じゃないヒーロー / 정의의 아군이 아닌 영웅 - 팀B 명의
- 〈永遠プレッシャー 영원 프레셔〉에 수록
  - 永遠より続くように / 영원보다 계속되도록 - OKL48 명의
- 〈So long !〉에 수록
  - そこで犬のうんち踏んじゃうかね? / 거기서 개의 똥 밟아버릴까? - 팀B 명의
- 〈さよならクロール〉에 수록
  - ロマンス拳銃 / 로맨스 권총 - 팀B 명의
- 〈恋するフォーチュンクッキー / 사랑하는 포춘 쿠키〉에 수록
  - 推定マーマレード / 추정 마멀레이드 - 퓨쳐 걸즈 명의
- 〈ハート・エレキ 하트 일렉트릭 기타〉에 수록
  - 快速と動体視力 / 쾌속과 동체 시력 - 언더 걸즈 명의
  - Tiny T-shirt - 팀B 명의
- 〈鈴懸の木の道で「君の微笑みを夢に見る」と言ってしまったら僕たちの関係はどう変わってしまうのか、僕なりに何日か考えた上でのやや気恥ずかしい結論のようなもの 플라타너스 나무가 서 있는 길에서 「네 미소가 꿈에 나왔어」라고 말해버린다면 우리들의 관계는 어떻게 변하는 걸까, 나 나름대로 며칠이고 생각해본 후의 조금 부끄러운 결론처럼〉에 수록
  - Mosh & Dive
  - 君と出会って僕は変わった / 너와 만나 난 변했다 - NMB48 명의
- 〈前しか向かねえ 앞 밖에 보지 않아〉에 수록
  - 秘密のダイアリー / 비밀 다이어리 - Baby Elephants 명의
- ラブラドール・レトリバー / 래브라도 리트리버
- 〈心のプラカード 마음의 플래카드〉에 수록
  - 性格が悪い女の子 / 성격이 나쁜 여자 아이 - 퓨처 걸즈 명의
- 〈希望的リフレイン 희망적 리프레인〉에 수록
  - 歌いたい / 노래하고 싶어 - 카틀레야조 명의
- 〈Green Flash〉에 수록
  - パンキッシュ / 펑키시 - NMB48 명의
- 〈ハロウィン・ナイト 할로윈 나이트〉에 수록
  - 君だけが秋めいていた / 너만이 가을다워져 있었다 - 업커밍 걸즈 명의
- 〈ハイテンション / 하이 텐션〉 에 수록
  - ハッピーエンド / 해피 엔드 - 레낫치즈 명의

### 앨범 CD 선발곡
NMB48 명의
- 《世界の中心は大阪や ～なんば自治区～ 세계의 중심은 오사카야 ~남바 자치구~》에 수록
  - イビサガール / 이비사걸
  - 君にヤラレタ / 너에게 당했다 - 팀BII 명의
  - ピーク / 피크

AKB48 명의
- 《ここにいたこと 여기에 있던 것》에 수록
  - High school days - 팀 연구생 명의
  - ここにいたこと / 여기에 있던 것
- 《1830m》에 수록
  - 直角Sunshine / 직각 Sunshine - 팀4 명의
  - 青空よ 寂しくないか? / 푸른 하늘이여 외롭지 않은가?
- 《次の足跡 다음 발자국》에 수록
  - Stoicな美学 / Stoic한 미학
  - ぽんこつブルース / 퐁코츠 블루스
  - 悲しき近距離恋愛 / 슬픈 근거리 연애 - 팀B 명의
- 《ここがロドスだ、ここで跳べ! 여기가 로도스다, 여기서 뛰어라!》에 수록
  - 僕たちのイデオロギー / 우리의 이데올로기

### 극장 공연 유닛곡
팀 연구생 〈시어터의 여신〉 공연
- キャンディー / 캔디
- 初恋よ こんにちは / 첫사랑이여 안녕

팀B 5th Stage 〈시어터의 여신〉 공연
- ロマンスかくれんぼ / 로맨스 숨바꼭질 (전좌 걸)
- キャンディー / 캔디 ※
※마스다 유카의 언더

팀K 6th Stage 〈RESET〉 공연
- 檸檬の年頃 / 레몬 시절 (전좌 걸즈)
- 逆転王子様 / 역전 왕자님 ※
※미네기시 미나미의 언더

팀A 6th Stage 〈목격자〉 공연
- ミニスカートの妖精 / 미니스커트의 요정 (전좌 걸즈)
- ☆の向こう側 / ☆의 저편 ※
※오오타 아이카의 언더

팀4 1st Stage 〈나의 태양〉 공연
- アイドルなんて呼ばないで / 아이돌이라 부르지 마

팀N 1st Stage 〈누군가를 위해서〉 리바이벌 공연
- ライダー / 라이더

팀N 3rd Stage 〈여기라도 천사는 있다〉 공연
- おNEWの上履き (센터)
- 初めての星 / 처음의 별
- 100年先でも / 100년 후에도

팀BII 3rd Stage 〈거꾸로 오르기〉 공연
- わがままな流れ星 / 제멋대로인 유성
- 抱きしめられたら / 감싸안을 수 있다면 ※
※와타나베 미유키의 언더

## 출연

### 영화
- 새끼 고양이의 눈물 (2008년 1월 26일 개봉, 토네이도 필름) - 모리오카 하루코(연:후지모토 나나미)의 동급생 역
- 극장판 사립 바카레아 고교 (2012년 10월 13일 개봉, 쇼게이트) - 타치바나 나나미 역

### 텔레비전 드라마
- 마지스카 학원 2 (2011년 4월 15일 ~ 7월 1일, TV 도쿄) - 레몬 역
- 아름다운 그대에게~미남☆파라다이스~ (2011년 7월 10일 ~ 9월 18일, 후지 TV) - 아마가사키 칸나 역
- 사바돌 (2012년 1월 13일 ~ 4월 6일, TV 도쿄) - 이치카와 미오리 역
- 마지스카 학원 3 (2012년 7월 20일·27일, TV 도쿄) - 스다치 역
- 마지스카 학원 4 (2015년 1월 20일~ 3월 31일, 닛폰 TV) - 레몬 역